# Богословське кладовище
Богосло́вський цвинтар — некрополь у Калінінському районі Санкт-Петербургу, розташований між Лабораторним проспектом і залізниці на дистанції Кушельовка — Піскарьовка.

## Історія
Точної дати заснування першого Богословського цвинтаря історія не зберегла. Імовірно, він з'явився на Виборзькій стороні у першій половині 18 століття. Назва цвинтаря походить від церкви Іоанна Богослова, що розташовувалася на його території, знову ж таки невідомо в якому році та ким побудованою. Ховали на цьому цвинтарі переважно осіб, померлих у військово-сухопутному шпиталі.
Дерев'яну церкву розібрали у 1788 році, але цвинтар залишався діючим до середини 19 століття. Поруч з ним у 1831 році був облаштований невеликий холерний цвинтар, на якому ховали померлих від цієї, у той час ще мало відомої петербуржцям, хвороби. У 19 столітті Виборзька сторона з безлюдної околиці перетворилася на достатньо щільно заселену промислову зону. Зросання населення неминуче спричиняло за собою і збільшення смертності. Весною 1841 року в цих краях заснували нове кладовище — приблизно за 2,5 кілометра на північ від старого. На новому Богословському кладовищі на початку 20 століття звели нову церкву Іоанна Богослова. При радянській владі церква була розграбована, а потім разом з тією частиною кладовища, яка опинилася в закритій зоні військової організації, знесена.
У роки Другої світової війни Богословський цвинтар став місцем масових поховань ленінградців, загиблих з голоду, холоду і артобстрілів. В лютому 1942 року було ухвалено рішення про використання під братську могилу пісочного кар'єру, що знаходиться на Богословському цвинтарі. Всього за декілька днів кар'єр був доверху заповнений 60 тисячами трупів. Блокадними ленінградцями взимку були спалені дерев'яні хрести, а мармурові надгробки були розорені в післявоєнні роки.
Сьогодні на Богословському кладовищі домінують поховання середини і другої половини 20 століття. У післявоєнні роки кладовище привели в порядок. Його озеленювали і упорядкували, а його доріжки були покриті асфальтом і бетонними плитами.
У жовтні 2000 року була урочисто освячена знов відбудована дерев'яна церква в ім'я Святого Апостола і Євангеліста Іоанна.

## Відомі особистості, які поховані на цвинтарі
- Віталій Біанкі, письменник
- Васнєцов Юрій Олексійович, художник
- Герман Олексій, режисер
- Горшеньов Михайло Юрійович, співак
- Кирило Лавров, актор
- Лунін Микола Олександрович, командир підводного човна, Герой Радянського Союзу
- Олександр Маринеско, командир підводного човна, Герой Радянського Союзу
- Марієнгоф Анатолій, письменник
- Євген Мравінський, диригент
- Саянов Віссаріон Михайлович, радянський письменник
- Віктор Цой, співак
- Євген Шварц письменник і драматург-казкарь